# Лак-дю-Бонне
Лак-дю-Бонне (англ. Lac du Bonnet) — сільський муніципалітет в Канаді, у провінції Манітоба.

## Населення
За даними перепису 2016 року, сільський муніципалітет нараховував 3121 жителя, показавши зростання на 6,5%, порівняно з 2011-м роком. Середня густина населення становила 2,8 осіб/км².
З офіційних мов обидвома одночасно володіли 210 жителів, тільки англійською — 2 625. Усього 295 осіб вважали рідною мовою не одну з офіційних, з них 30 — українську.
Працездатне населення становило 56,9% усього населення, рівень безробіття — 6,4% (7,3% серед чоловіків та 5,4% серед жінок). 81,8% були найманими працівниками, 16,8% — самозайнятими.
Середній дохід на особу становив $45 455 (медіана $36 643), при цьому для чоловіків — $54 626, а для жінок $35 942 (медіани — $46 933 та $28 395 відповідно).
29,6% мешканців мали закінчену шкільну освіту, не мали закінченої шкільної освіти — 22,7%, 47,5% мали післяшкільну освіту, з яких 17,5% мали диплом бакалавра, або вищий, 10 осіб мали вчений ступінь.
| Статево-вікова структура населення | Статево-вікова структура населення | Статево-вікова структура населення | Статево-вікова структура населення | Статево-вікова структура населення |
| ---------------------------------- | ---------------------------------- | ---------------------------------- | ---------------------------------- | ---------------------------------- |
|                                    |                                    |                                    |                                    |                                    |
| Всього                             | Всього                             | 55,0%45,0%                         |                                    |                                    |
| 0 — 14 років                       | 0 — 14 років                       |                                    | 9,3%                               | 9,3%                               |
| 15 — 64 років                      | 15 — 64 років                      |                                    | 64,3%                              | 64,3%                              |
| 65 і більше                        | 65 і більше                        |                                    | 26,4%                              | 26,4%                              |
| 85 і більше                        | 85 і більше                        |                                    | 1,3%                               | 1,3%                               |
| Середній вік (років)               | Середній вік (років)               | 47,749,7                           | 48,6                               | 48,6                               |
| Медіана (років)                    | Медіана (років)                    | 52,255,8                           | 54,2                               | 54,2                               |
| — чоловіки — жінки                 |                                    |                                    |                                    |                                    |

| Походження мешканців:     | Походження мешканців:     | Походження мешканців: | Походження мешканців: | Походження мешканців: |
| ------------------------- | ------------------------- | --------------------- | --------------------- | --------------------- |
| Походження                |                           |                       | осіб                  | %                     |
| Корінні американці        | Корінні американці        |                       | 455                   | 16.7%                 |
| Інше північноамериканське | Інше північноамериканське |                       | 635                   | 23.3%                 |
| Європейське               | Європейське               |                       | 2 435                 | 89.36%                |
| британське                | британське                |                       | 1 070                 | 39.27%                |
| французьке                | французьке                |                       | 610                   | 22.39%                |
| українське                | українське                |                       | 700                   | 25.69%                |
| Карибське                 | Карибське                 |                       | 15                    | 0.55%                 |
| Азійське                  | Азійське                  |                       | 15                    | 0.55%                 |

| Зайнятість населення за галузями (за класифікацією NOC): | Зайнятість населення за галузями (за класифікацією NOC): | Зайнятість населення за галузями (за класифікацією NOC): | Зайнятість населення за галузями (за класифікацією NOC): | Зайнятість населення за галузями (за класифікацією NOC): |
| -------------------------------------------------------- | -------------------------------------------------------- | -------------------------------------------------------- | -------------------------------------------------------- | -------------------------------------------------------- |
|                                                          |                                                          |                                                          |                                                          |                                                          |
| Управління                                               | Управління                                               |                                                          | 11,6%                                                    | 11,6%                                                    |
| Бізнес, фінанси та адміністрування                       | Бізнес, фінанси та адміністрування                       |                                                          | 11,6%                                                    | 11,6%                                                    |
| Природничі та прикладні науки                            | Природничі та прикладні науки                            |                                                          | 3,6%                                                     | 3,6%                                                     |
| Охорона здоров'я                                         | Охорона здоров'я                                         |                                                          | 8,3%                                                     | 8,3%                                                     |
| Освіта, правозахист, муніципальні та урядові служби      | Освіта, правозахист, муніципальні та урядові служби      |                                                          | 9,4%                                                     | 9,4%                                                     |
| Мистецтво, культура, відпочинок та спорт                 | Мистецтво, культура, відпочинок та спорт                 |                                                          | 0,7%                                                     | 0,7%                                                     |
| Роздрібна торгівля та послуги                            | Роздрібна торгівля та послуги                            |                                                          | 21,4%                                                    | 21,4%                                                    |
| Гуртова торгівля, транспорт та обладнання                | Гуртова торгівля, транспорт та обладнання                |                                                          | 24,3%                                                    | 24,3%                                                    |
| Природні ресурси, сільське господарство                  | Природні ресурси, сільське господарство                  |                                                          | 5,1%                                                     | 5,1%                                                     |
| Виробництво                                              | Виробництво                                              |                                                          | 4,7%                                                     | 4,7%                                                     |

## Населені пункти
До складу сільського муніципалітету входять містечко Лак-ду-Бонні, самоврядний округ Пінава, а також хутори, інші малі населені пункти та розосереджені поселення.

## Клімат
Середня річна температура становить 2,2°C, середня максимальна – 23°C, а середня мінімальна – -24,2°C. Середня річна кількість опадів – 558 мм.
| Клімат поселення                              | Клімат поселення | Клімат поселення | Клімат поселення | Клімат поселення | Клімат поселення | Клімат поселення | Клімат поселення | Клімат поселення | Клімат поселення | Клімат поселення | Клімат поселення | Клімат поселення | Клімат поселення |
| Показник                                      | Січ.             | Лют.             | Бер.             | Квіт.            | Трав.            | Черв.            | Лип.             | Серп.            | Вер.             | Жовт.            | Лист.            | Груд.            |                  |
| Середній максимум, °C                         | −11,82           | −7,82            | −0,72            | 9,02             | 17,02            | 22,40            | 23,03            | 21,92            | 15,92            | 9,11             | −0,79            | −10,52           |                  |
| Середня температура, °C                       | −18,02           | −14,01           | −6,9             | 2,82             | 10,84            | 16,20            | 19,07            | 17,96            | 12,00            | 5,20             | −4,7             | −14,48           |                  |
| Середній мінімум, °C                          | −24,2            | −20,2            | −13,1            | −3,35            | 4,65             | 10,02            | 15,13            | 14,03            | 8,02             | 1,22             | −8,68            | −18,42           |                  |
| Норма опадів, мм                              | 22               | 16               | 25               | 28               | 60               | 93               | 84               | 69               | 62               | 46               | 28               | 25               |                  |
| Середньомісячна швидкість вітру, м/с          | 3.40             | 3.40             | 3.61             | 3.80             | 3.90             | 3.60             | 3.30             | 3.50             | 3.80             | 4.06             | 3.90             | 3.50             |                  |
| Середньомісячна сонячна радіація, кДж/м²·день | 4298             | 7645             | 12491            | 17238            | 20077            | 20880            | 21294            | 18003            | 12279            | 7192             | 4100             | 3145             |                  |
| --------------------------------------------- | ---------------- | ---------------- | ---------------- | ---------------- | ---------------- | ---------------- | ---------------- | ---------------- | ---------------- | ---------------- | ---------------- | ---------------- | ---------------- |
| Джерело:                                      |                  |                  |                  |                  |                  |                  |                  |                  |                  |                  |                  |                  |                  |